# Joseph-François Angelloz
Joseph François Angelloz est un universitaire germaniste français, né le 7 octobre 1893 à Frangy (Haute-Savoie) et mort le 29 mars 1978 à Thônes (Haute-Savoie), commune dont il a été maire. Il fut l'auteur d'une thèse sur Rainer Maria Rilke et de la première traduction en français des Duineser Elegien.

## Biographie

### Origines
Fils d'Edouard Angelloz (1859-1925), sous-officier de gendarmerie, et de Marie Binvignat (1863-1964), tous deux installés à Chamossière (commune de Thônes) en Haute-Savoie, Joseph-François Angelloz reçut le goût de l'allemand du professeur qu'il eut au lycée Berthollet d'Annecy, l'agrégé et alpiniste Edmond Bernus (Bâle, 1871 - Lyon, 1954), lequel formait également ses élèves à l'observation de la nature et à l'hygiène physique en plein air. Grâce au soutien de Bernus, le jeune Angelloz partit ensuite étudier au lycée Ampère de Lyon et obtint une bourse de séjour en Allemagne, à Leipzig. Sa mobilisation sur le front en 1914 écourta ce séjour en Allemagne. En 1920, il est reçu à l'agrégation et enseigne dans plusieurs lycées en province et à l'étranger: Rochefort-sur-mer de 1921 à 1923,  Düsseldorf (lycée français) de 1923 à 1925 et Laon de 1925 à 1930. De 1931 à 1942, il enseigna enfin au lycée Montaigne de Paris.

### Le doctorat de 1936
En 1927, alors même que Geneviève Bianquis venait de soutenir son doctorat sur le lyrisme autrichien de la Jeune Vienne (et plus particulièrement sur Rilke et Hofmannsthal), Angelloz soumit au germaniste Henri Lichtenberger, professeur de littérature allemande à la Sorbonne, un sujet de thèse consacré à Rainer Maria Rilke. A peine dix ans plus tard, en 1936, Angelloz soutenait une thèse principale sur l'évolution spirituelle de Rilke et une thèse complémentaire d'un genre inédit, puisqu'il s'agissait de la traduction française, préfacée et annotée, des dix Élégies de Duino de Rilke. Preuve de leur qualité et de leur importance, la thèse en soi et la traduction furent publiées aussitôt par l'éditeur Paul Hartmann. Angelloz livra donc, avec les Élégies de Duino, la première version française d'une œuvre poétique intégrale composée exclusivement en allemand par Rilke.

### Les années 1940
En 1939, Angelloz traduisit plusieurs textes pour la collection "Les Pages immortelles" de la maison d'édition Corrêa. Deux volumes, inscrits sur la liste Otto sous l'Occupation, partirent au pilon (Les Pages immortelles de Schopenhauer, par Thomas Mann ; Les Pages immortelles de Nietzsche, par Heinrich Mann), deux autres passèrent l'épreuve de la censure (Les Pages immortelles de Tolstoï, par Stefan Zweig ; Les Pages immortelles de Goethe, par Hans Carossa). En 1942, le germaniste obtint la chaire de langue et littérature allemandes créée à l'Université de Caen. En 1942-1943, il entra par le truchement de Henri Lichtenberger et de Maurice Boucher (qui avait par ailleurs été dans son jury de thèse) parmi les germanistes sélectionnés pour accomplir des traductions dans le cadre de la collection des classiques étrangers de Fernand Aubier. En 1942, sa traduction des Affinités électives de Goethe fut publiée, suivie par une réédition, en 1943, des Élégies de Duino, complétées des Sonnets à Orphée. Goethe (dont il retraduisit Les Souffrances du jeune Werther en 1968, toujours pour Aubier-Montaigne) et Rilke devinrent les deux figures de prédilection de Joseph François Angelloz qui leur consacra plusieurs articles et diverses monographies (Goethe, Mercure de France, 1949 ; Rilke, Mercure de France, 1952).

### L'après-guerre
A la Libération, Angelloz participa à la refondation de la Société des Études Germaniques, devint le secrétaire de la revue Études Germaniques (1946) et fit partie du conseil du Comité français d’échanges avec l’Allemagne nouvelle, créé en 1948 par Emmanuel Mounier. Il contribua également à la reconstruction de l'Université de Caen, détruite par les combats. En 1950, le germaniste fut nommé recteur de la toute jeune Université de la Sarre, sous protectorat français. Durant les cinq années que dura son mandat, cette université s'ouvrit à l'idée européenne (un Institut européen fut édifié), aux littératures comparées et à la philosophie (mise en place d'une faculté de philosophie, création d'une chaire de littératures comparées), à la culture et au droit (inauguration d'une bibliothèque universitaire et d'une faculté de droit). Quittant son poste à contrecœur, à la suite du référendum d'octobre 1955, Angelloz devint recteur de l'académie de Montpellier (1956-1958), puis recteur honoraire de l'Université de Strasbourg où il fonde le Théâtre universitaire de Strasbourg. Il assure cette dernière fonction jusqu'à sa retraite en 1964. De 1965 à 1973, il fut enfin maire de la commune de Thônes.
De 1957 à 1960, il est membre de l'Académie des sciences et lettres de Montpellier.

## Ouvrages de référence dans le domaine des études germaniques
Angelloz est l'auteur de quelques ouvrages qui firent époque pour des générations d'étudiants germanistes: La littérature allemande: des origines à nos jours (PUF, 1942, plusieurs rééditions actualisées), Les plus beaux poèmes allemands (PUF, 1947), le Guide de l'étudiant germaniste (PUF, 1970), Le Classicisme allemand (PUF, 1975). Il présenta également quelques œuvres de Rilke pour la collection des auteurs allemands de Belin et de Hachette (Die Aufzeichnungen des Malte Laurids Brigge, 1947 ; Cornet Rilke et Neue Gedichte, 1952).

## Distinctions
- Croix de Guerre
- Mai 1951 : Goethe-Plakette de la ville de Francfort sur le Main
- Février 1957 : Commandeur dans l'Ordre des Palmes Académiques
- Novembre 1959 : Commandeur dans l'Ordre Grand Ducal de Luxembourg
- Novembre 1960 :  Dr. phil. h.c. de Sarrebruck
- 1960 : Officier de la Légion d'Honneur
- Mars 1969 : médaille Aristide Briand de l'Académie européenne d'Otzenhausen
- Mars 1973 : médaille Goethe de la ville de Munich
- Novembre 1973 : sénateur d'honneur de l'Université de la Sarre
- Avril 1975 : Prix Peter Wust de l'Académie catholique de Trêves

## Publications
- Angelloz, Joseph François, Rilke, l'évolution spirituelle du poète, P. Hartmann, 1936 (Prix Montyon de l'Académie française).
- Rilke, Rainer Maria, Les Elégies de Duino, trad. JF Angelloz, P. Hartmann, 1936.
- Angelloz, Joseph François, La littérature allemande des origines à nos jours, PUF, 1942.
- Goethe, Johann Wolfgang von, Les affinités électives, Aubier, 1942.
- Keller, Gottfried, Der grüne Heinrich, présenté et annoté par JF Angelloz, Didier, 1942.
- Rilke, Rainer Maria, Les Elégies de Duino, Sonnets à Orphée, Aubier, 1943.
- Rilke, Rainer Maria, Die Aufzeichnungen des Malte Laurids Brigge, présenté et annoté par JF Angelloz, Belin, 1947.
- Angelloz, Joseph François, Les plus beaux poèmes allemands, PUF, 1947.
- Angelloz, Joseph François, Goethe, Mercure de France, 1949.
- Angelloz, Joseph François, Rilke, Mercure de France, 1952.
- Rilke, Rainer Maria, Cornet Christoph Rilke, Neue Gedichte, présenté et annoté par JF Angelloz, Hachette, 1952.
- Goethe, Johann W. von, Les souffrances du jeune Werther, trad. JF Angelloz, Aubier, 1968.
- Angelloz, Joseph François, Guide de l'étudiant germaniste, PUF, 1970.
- Angelloz, Joseph François, Le romantisme allemand, PUF, 1973.
- Angelloz, Joseph François, Le classicisme allemand, PUF, 1975.